# Enicospilus cednus
Enicospilus cednus là một loài tò vò trong họ Ichneumonidae.